# 法國十字戲

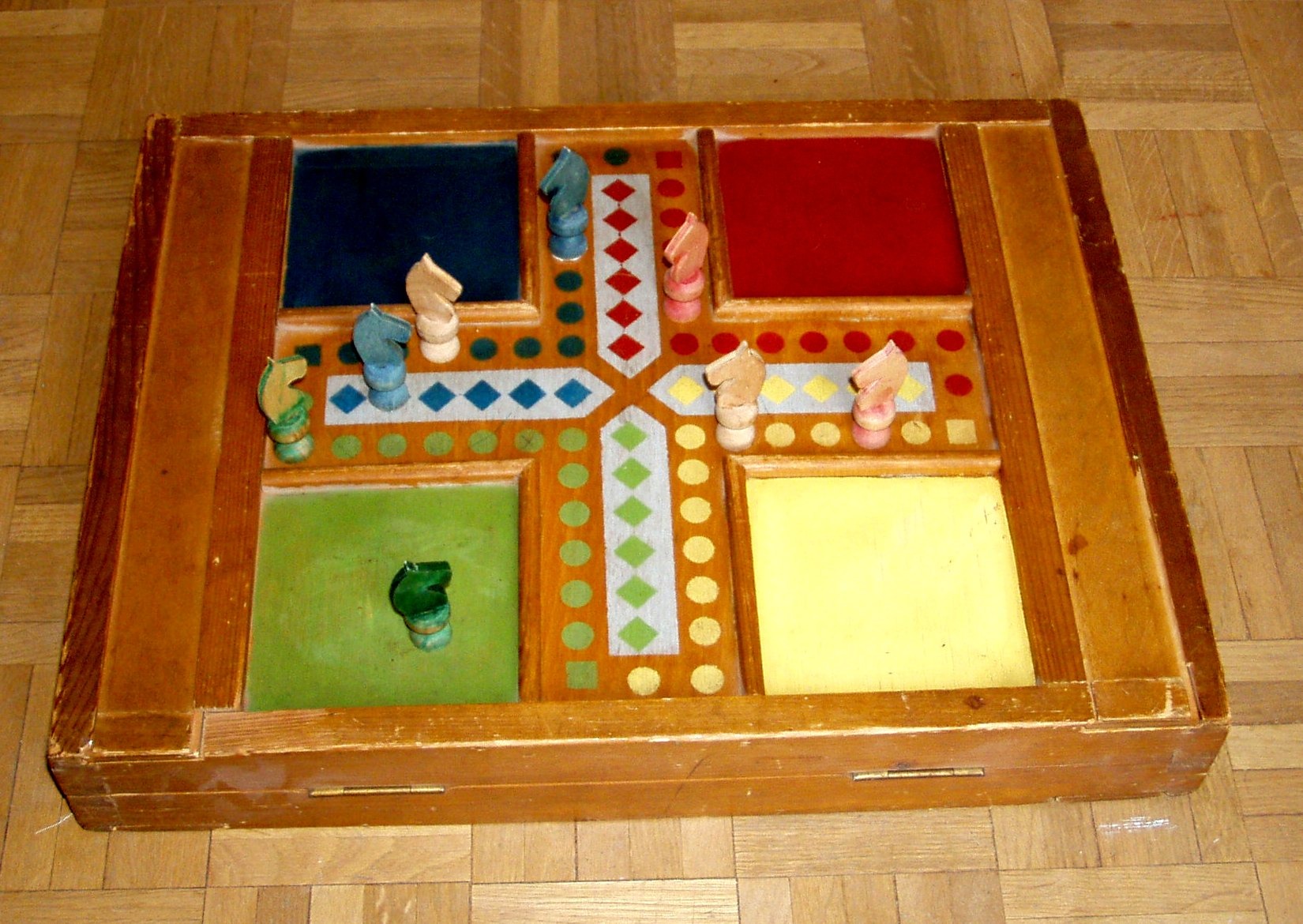
法國十字戲

法國十字戲（法語：Jeu des petits chevaux），原文有小馬的意思，棋子也是西洋棋的騎士，是與英國十字戲規則接近的十字戲類遊戲。